# Gmina Warka
Gmina Warka là một gmina đô thị-nông thôn (quận hành chính) ở quận Grójec, Masovian Voivodeship, ở miền đông trung bộ của Ba Lan. Khu vực hành chính của nó là thị trấn Warka, nằm cách Grójec khoảng 25 kilômét (16 mi) về phía đông và cách Warsaw 50 km (31 mi) về phía nam.
Gmina có diện tích 201,14 kilômét vuông (77,7 dặm vuông Anh), và tính đến năm 2006, tổng dân số của nó là 18.896 người (trong đó dân số của Warka lên tới 11.028 người, và dân số của vùng nông thôn của gmina là 7,868 người).

## Làng
Ngoài thị trấn Warka, Gmina warka bao gồm các làng và các khu định cư như Bończa, Borowe, Branków, Brzezinki, Budy Michałowskie, Budy Opożdżewskie, Dębnowola, Gąski, Gośniewice, Grażyna, Grzegorzewice, Gucin, Hornigi, Kalina, Kazimierków, Klonowa Wola, Konary, Krześniaków, Laski, Lechanice, Magierowa Wola, Michalczew, Michałów Dolny, Michałów Gorny, Michałów-Parcele, Murowanka, Niwy Ostrołęckie, Nowa Ostroleka, Nowa Wies, Nowe Biskupice, Nowe Grzegorzewice, Opożdżew, Oskardów, Ostroleka, Ostrówek, Palczew, Palczew-Parcela, Paulin, Piaseczno, Pilica, Podgórzyce, Prusy, Przylot, Stara Warka, Stare Biskupice, Doesradz, Wola Palczewska, Wrociszew và Zastruże.

## Gmina lân cận
Gmina Warka được bao bọc bởi các gmina xung quanh như Białobrzegi, Chynów, Góra Kalwaria, Grabów nad Pilicą, Jasieniec, Magnuszew, Promna, Sobienie-Jeziory, Stromiec và Wilga.